# فريديريك سيسوكو
فريديريك سيسوكو (بالفرنسية: Frédéric Cissokho)‏ هو لاعب كرة قدم فرنسي في مركز الدفاع، ولد في 19 أبريل 1971 في روان في فرنسا. لعب مع أولمبيك أليس ونادي دونكيرك ونادي واسكال.

## وصلات خارجية
- فريديريك سيسوكو على موقع قاعدة بيانات كرة القدم.إي يو (الإنجليزية)
- فريديريك سيسوكو على موقع عالم كرة القدم.نت (الإنجليزية)